# あかいとまと
あかい とまと（3月16日 - ）は、日本の女性声優。東京都出身。

## 略歴
小学生の頃に兄の影響でラジオを聞くようになって声優を目指した。声優と平行して漫画家になりたい時期もあり、アニメ誌にイラストを投稿したりしていた。しかしストーリーが書けないため、挫折したという。その後、演劇科のある専門学校に進学し、千葉繁に出会ったという。

## 人物
趣味はお菓子作り、散歩。特技は日本舞踊、殺陣。
座右の銘は「十人十色」。
2005年4月からリニューアルした『ドラえもん』のミニドラ役を担当したが、2009年5月をもって降板（後任は金元寿子）。

## 出演

### テレビアニメ
- シスター・プリンセス（2001年、少女B）
- 銀河鉄道物語（2003年 - 2006年、末浦愛、乗客〈子〉） - 2シリーズ
- 時空冒険記ゼントリックス（2003年、チーキー、ブルーちゃん）
- ドラえもん（テレビ朝日版第2期）（2005年 - 2009年、ミニドラ〈初代〉、キャメロン〈カメラ〉、女の子A）
- バジリスク 〜甲賀忍法帖〜（2005年、竹千代、霞刑部〈少年期〉、伊賀衆）
- きらりん☆レボリューション（2006年 - 2007年、しののめ学院生徒、タベルンジャーピンク、こまち、女の子）
- 極上!!めちゃモテ委員長（2009年、黄村千絵里）

### OVA
- がぁーでぃあんHearts（2003年、ひなの友人）
- Memories Off 3.5 祈りの届く刻…（2004年、女生徒）
- がぁーでぃあんHearts ぱわ〜あっぷ!（2005年、フリティラリア）

### ゲーム
- くるくる◇プリンセス 〜夢のホワイト・カルテット〜（2007年、白鳥まゆり）
- ドラえもんWii ひみつ道具王決定戦!（2007年、ミニドラ）
- ドラえもん のび太と緑の巨人伝DS（2008年、ミニドラ）

### ドラマCD
- クインテット!（2008年、赤嶺遊恋子）

### 吹き替え
- 時空冒険記ゼントリックス（2003年、ブルーちゃん 他）